# 松尾奈津子
松尾 奈津子（まつお なつこ、1994年8月31日 - ）は、日本の元女子バレーボール選手である。

## 来歴
長野県上伊那郡辰野町出身。
東京都市大学塩尻高等学校では第64回・第65回の春高バレー（全日本バレーボール高等学校選手権大会）に出場し、3年生で迎えた第65回ではキャプテンとして開会式で選手宣誓を務めた。
都留文科大学を経て2017年にV・チャレンジリーグI所属の仙台ベルフィーユの内定選手となり、2016-17シーズンで10セットに出場した。同年6月、運営会社の経営難によりチームが解散となり、同年11月に実業団チームの山梨中央銀行に加入した。
2021年1月、2020-21シーズン途中で主力セッターの古市彩音が負傷離脱していた群馬銀行グリーンウイングス（現群馬グリーンウイングス）に入団。2022年からの2シーズンはキャプテンを務めた。
2024年10月27日、2024-25シーズン第3節の埼玉上尾メディックス戦でSVリーグ初出場を果たした。
2025年4月、2024-25シーズン限りでの退団とチームスタッフ就任が発表された。5月9日に引退選手として公示。7月にジュニアチームコーチ就任。

## 所属チーム
- 東京都市大学塩尻高等学校（2010-2013年）
- 都留文科大学（2013-2017年）
- 仙台ベルフィーユ（2017年）
- 山梨中央銀行（2017-2020年）
- 群馬グリーンウイングス（2021-2025年）

## 受賞歴
- 2020年 - 全国6人制リーグ総合男女優勝大会 最優秀選手賞[9]
- 2023年 - 2022-23 V.LEAGUE DIVISION2 WOMEN 敢闘賞